# Jochen Allihn
Hans-Joachim „Jochen“ Allihn (* 4. Februar 1922 in Burg bei Magdeburg; † 23. September 1994 in Berlin) war ein deutscher Dirigent und Komponist.

## Leben
Jochen Allihn lebte ab 1923 in Osterburg (Altmark). In seinem Elternhaus wurde regelmäßig musiziert; im Alter von fünf Jahren begann er mit dem Klavierspiel, 1930 entstanden die ersten Kompositionen.
Während des Zweiten Weltkriegs absolvierte er 1940 sein Abitur und wurde danach zum Reichsarbeitsdienst und dann zur Wehrmacht eingezogen. Er leitete in der Sowjetunion und in Norwegen Musik-Kapellen in Offizierskasinos.
Nach dem Ende seiner Kriegsgefangenschaft am 11. Dezember 1945 war er bis 1947 Pianist und Arrangeur bei der US-Armee in Heilbronn, Kitzingen und Garmisch. Von 1947 bis 1951 studierte er an der Hochschule für Musik in Weimar, die er mit dem Staatsexamen Kapellmeister abschloss. Zu seinen Lehrern gehörte u. a. der Dirigent Hermann Abendroth.

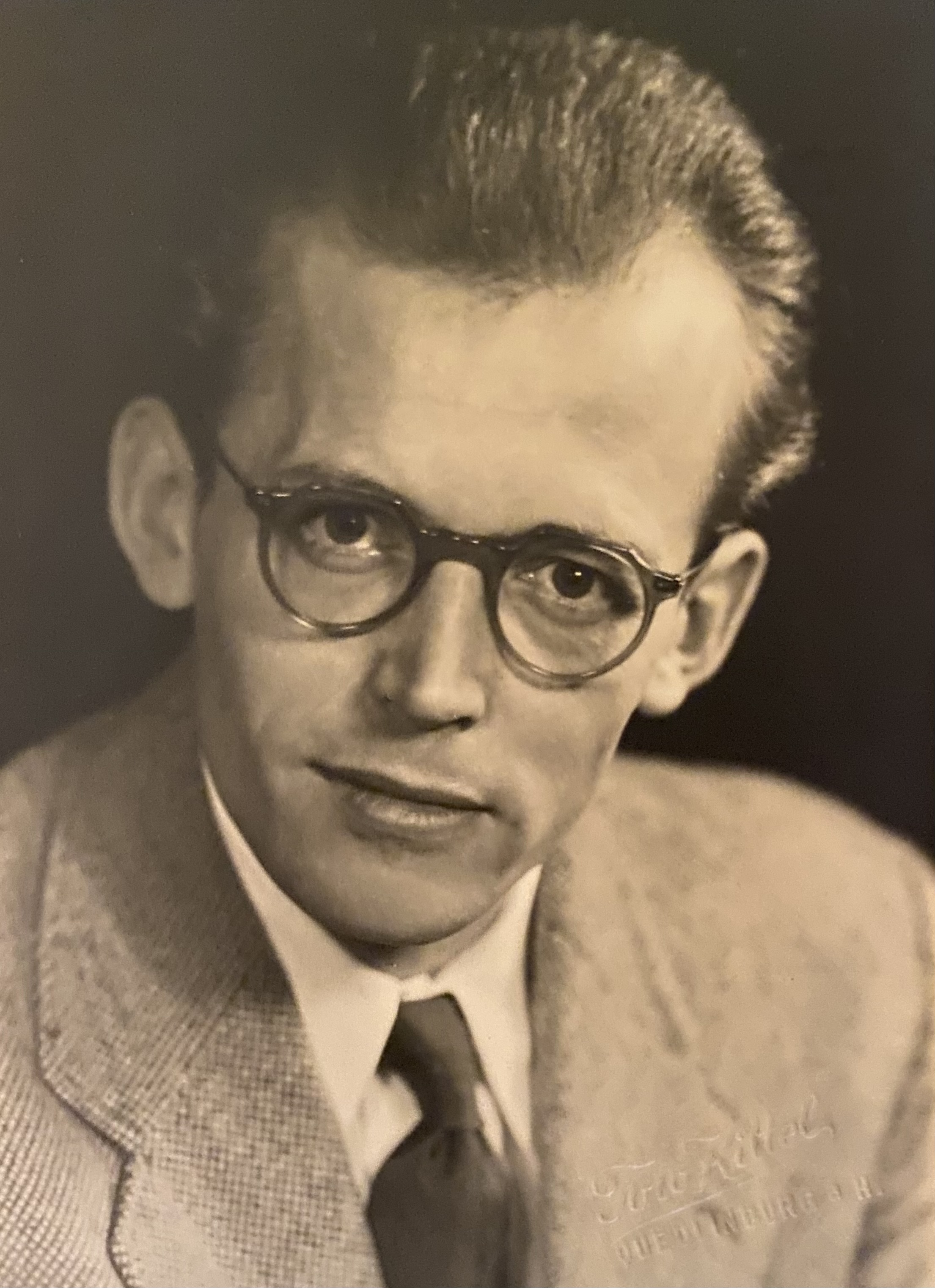
1955

Es folgten Stationen von 1951 bis 1953 als Ballettrepetitor am Opernhaus Leipzig und von 1953 bis 1957 als Kapellmeister an den Städtischen Bühnen Quedlinburg. In dieser Zeit leitete er auch regelmäßig Aufführungen der Freilichtbühne Bergtheater Thale.
Von 1957 bis 1963 war Jochen Allihn Kapellmeister an den Städtischen Bühnen Magdeburg. Von 1963 bis 1968 hatte er diese Position am Volkstheater Rostock inne. 1968 wechselte er ans Gerhart-Hauptmann-Theater Görlitz-Zittau, wo er bis 1970 Leiter der Schauspielmusik war.
Ab 1960 war Jochen Allihn Gastdirigent des Orchesters der IG Wismut in Karl-Marx-Stadt (heute Chemnitz).

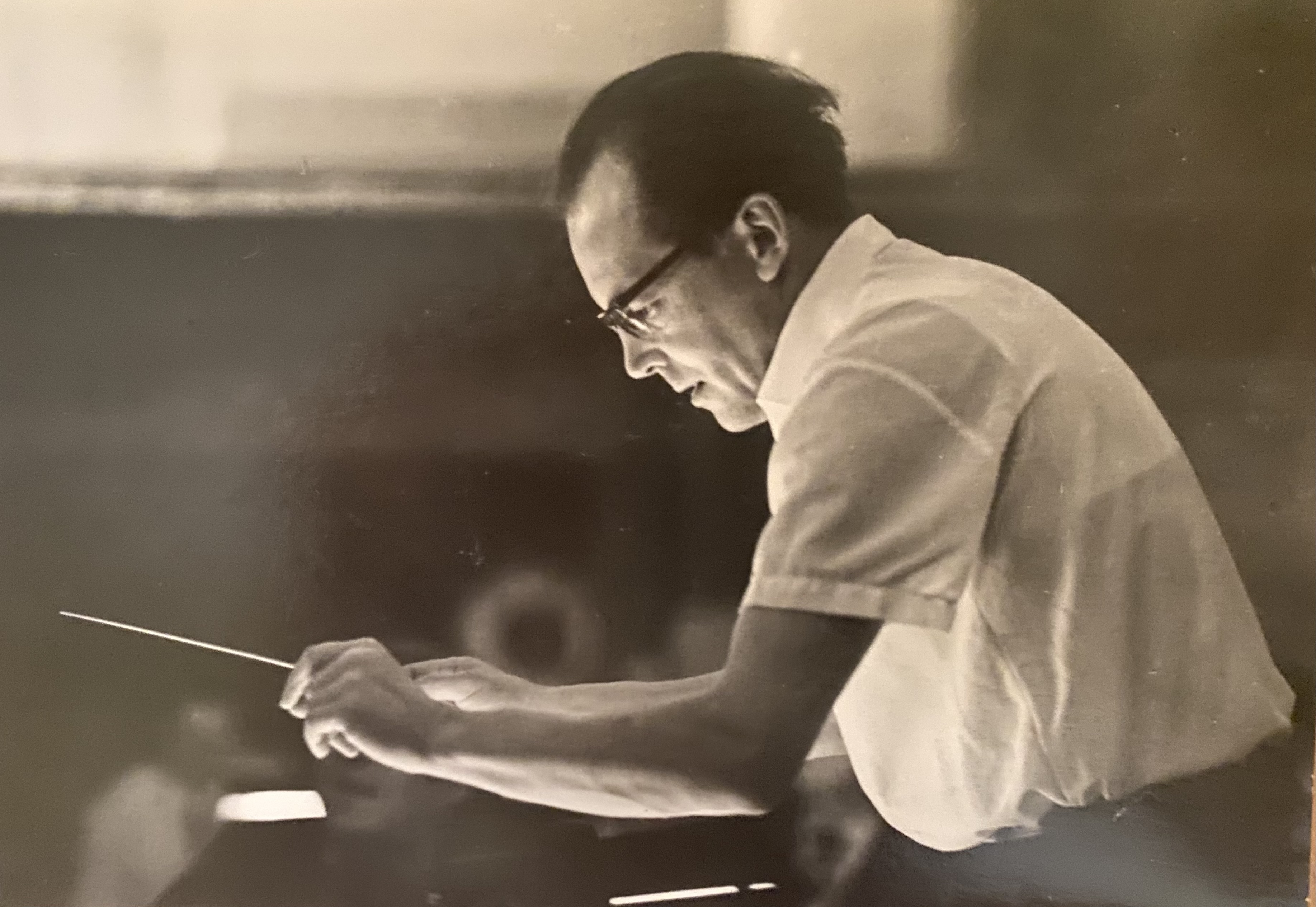
1968

Von 1970 bis 1972 arbeitete er als geschäftsführender Dramaturg beim Verlag „VEB Lied der Zeit“ in Berlin. Die folgenden Jahre, bis 1979, war er als Korrepetitor und von 1979 bis 1988 als Kapellmeister am Berliner Metropol-Theater tätig. Dort dirigierte er wichtige Inszenierungen, u. a. Jacques Offenbachs La Périchole, Cole Porters Kiss me Kate, Der Jahrmarkt von Sorotschinzy von Modest Mussorgski, Geld wie Heu von Rudi Werion, Annie get your gun von Irving Berlin und Ein Mittsommernachtstraum nach Shakespeare. Auch anschließend war er dem Haus noch verbunden; seine letzte Vorstellung am Metropol-Theater (Frau Luna von Paul Lincke) dirigierte er am 17. November 1990.
Jochen Allihn war von 1969 an Mitglied des Komponistenverbandes der DDR, der ihm 1983 die Ehrennadel in Bronze verlieh. Ab 1970 unterrichtete er an der Hochschule für Musik Hanns Eisler Berlin Lied- und Partien-Studium.
Jochen Allihn war von 1956 bis 1970 mit der Musikwissenschaftlerin Ingeborg Allihn verheiratet; aus der Ehe gingen zwei Töchter hervor.
Er starb am 23. September 1994 in Berlin.

## Werke
Jochen Allihn widmete sich vor allem dem Genre des musikalischen Lustspiels. Sein erfolgreichstes Werk 2x Madeleine gehörte, wie Ensemble und Leitung des Berliner Metropol-Theaters 1994 in ihrem Nachruf schrieben, „zu den meistgespielten Stücken auf den Bühnen der damaligen DDR“. 1960 wurde 2x Madeleine mit Maria Alexander, Kurt Conradi und Steffi Freund in den Hauptrollen vom Fernsehen der DDR auch verfilmt (Regie: Ruth Heucke-Langenscheidt und Fred Mahr). Auch sein Lustspiel Ja, die Familie wurde verfilmt (1964; Regie: Hans-Joachim Preil).

Ab 1960 arbeitete er intensiv mit dem Puppentheater Magdeburg zusammen, für das er die Musik zu mehr als 20 Puppenspielen schrieb. Auch mit dem Berliner Puppentheater verband ihn eine enge Zusammenarbeit. 1978 verfilmte das Fernsehen der DDR die Puppenspiele Das tapfere Schneiderlein und Das Geheimnis des Entenhauses, zu denen er die Musik schrieb.

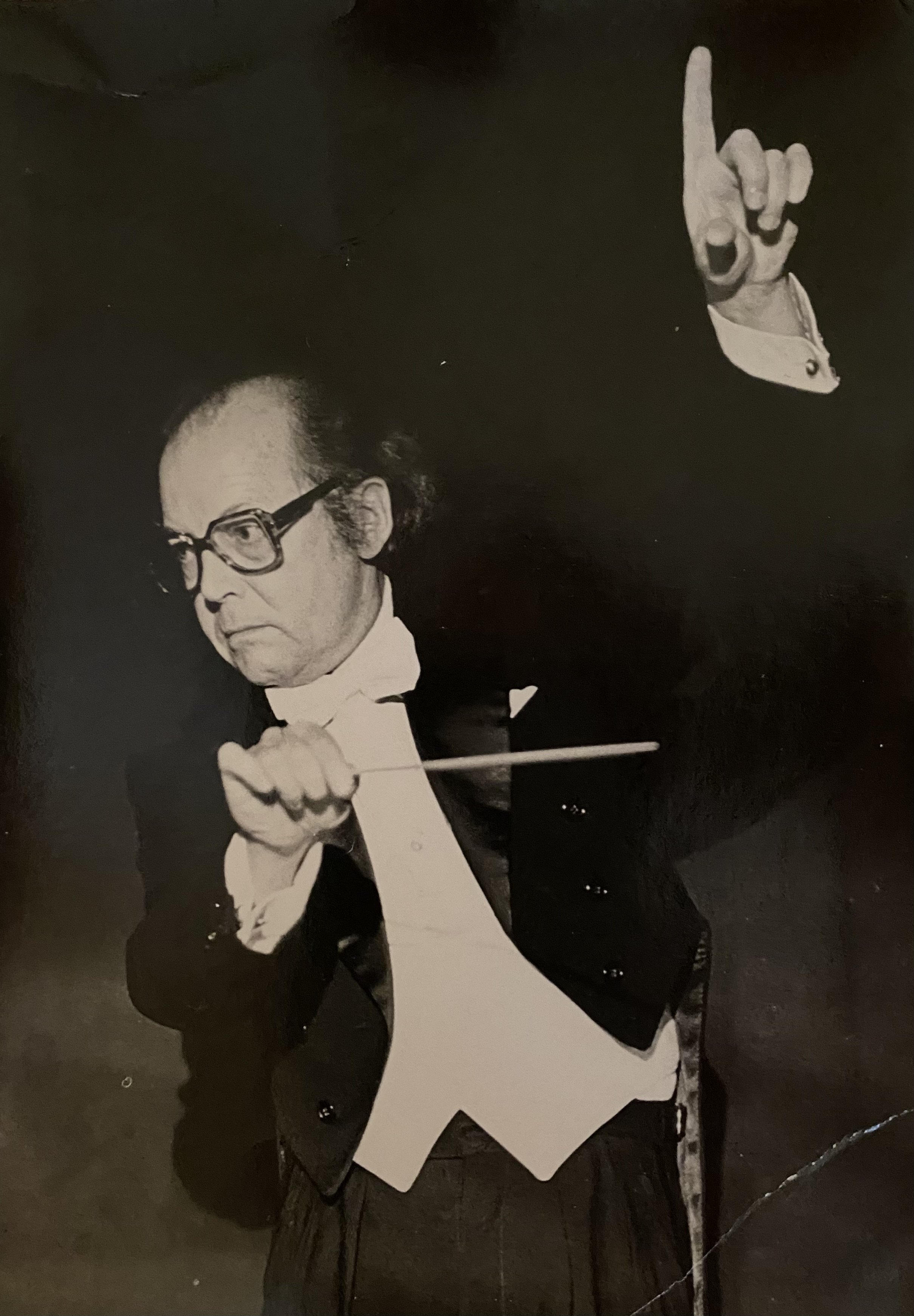
1979

### Musikalische Lustspiele
- 2x Madeleine (1958; Text: Ursula Kollmann, Hans-Joachim Preil)
- Verlobt ist nicht verheiratet (1959; Text: Otto Mahrholz)
- Ja, die Familie[1] (1963; Text: Brigitte Wulkow, Hansjörg Schneider)
- Die Zwickmühle[2] (1971; Text: Hans-Joachim Preil)
- Von Tisch und Bett. Szenerie einer Ehe (1981, Text: Peter Ensikat, Klaus Gendries)
- Damals in Prag, Musical (1985; Text: Hansjörg Schneider, Brigitte Wulkow, Mitarbeit: Marga Roland)[3]

### Musiken für Puppentheater
- Frau Holle (1960)
- Däumelinchen (1960)
- Das Lieserl (1961)
- Die Schneekönigin (1961)
- Die drei goldenen Schlüsselchen (1961)
- Das Märchen vom Glaser und Kaiser (1962)
- Wie Hadersdorfer den Drachen besiegten (1962)
- Kalif Storch (1963)
- Die Bremer Stadtmusikanten (1963)
- Der Kupferkessel (1963)
- Lachen und Weinen (1963)
- Peter Petz (1963)
- Zar Walzerwirbel (1964)
- Familie Morgenwind (1964)
- Das Beutelchen mit den zwei Hellern (1965)
- Das Geheimnis des Entenhauses[4] (1976)
- Das tapfere Schneiderlein (1977)
- Der Wolf und die sieben Geißlein (1978)
- Die Erdenfahrt des Dr. Faustus (1984)

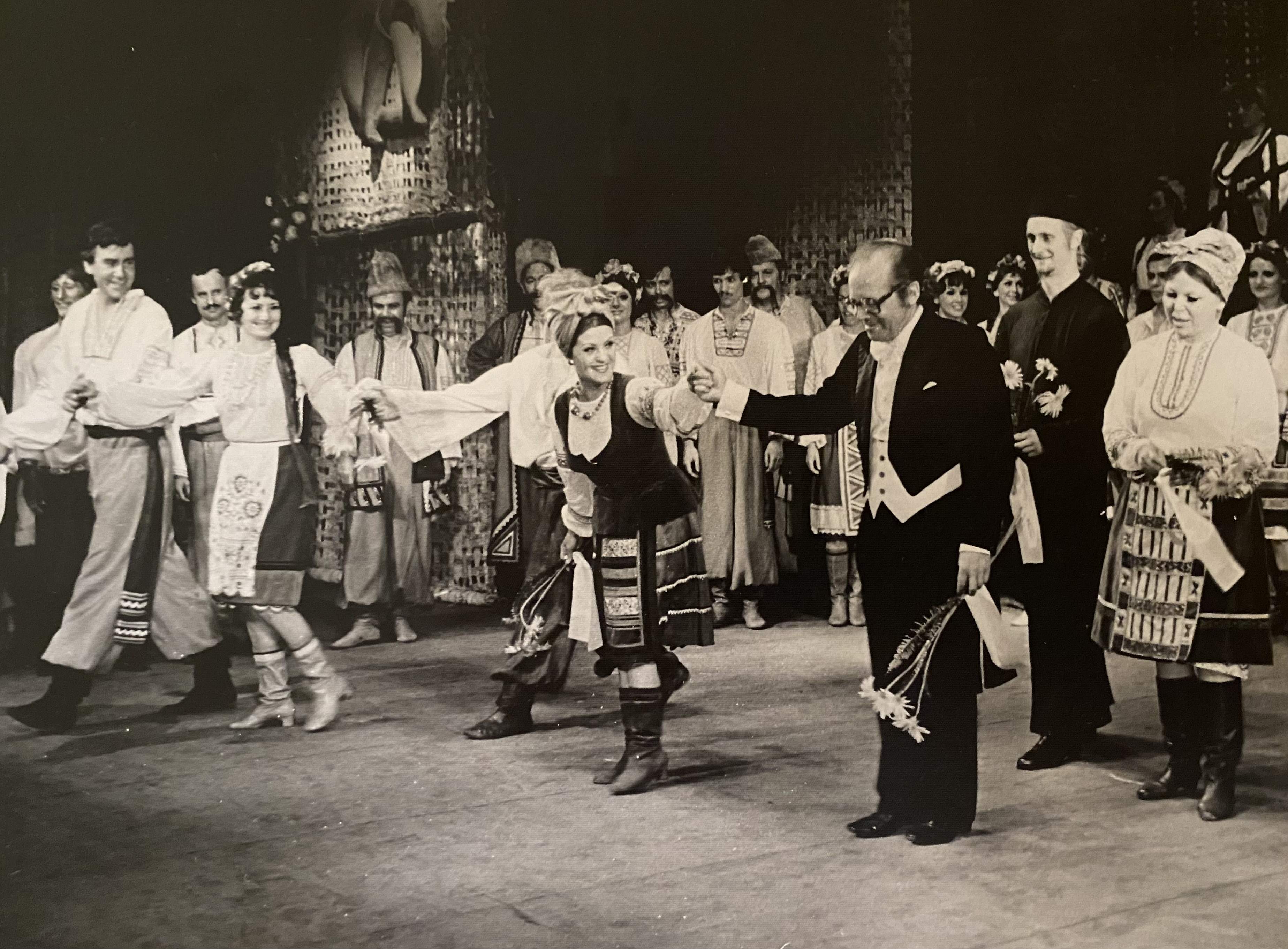
1980

- Der kleine Muck (1991)

### Bühnenmusiken
- „Studentenkomödie“ (1960)
- „Der eingebildete Kranke“ (1962)
- „Dame Kobold“ (1962)
- „Der Lügner“ von Goldoni (1963)
- „Die Fehde des Michael Kohlhaas“ (1963)
- „Aladin und die Wunderlampe“ (1972)

### Arrangements

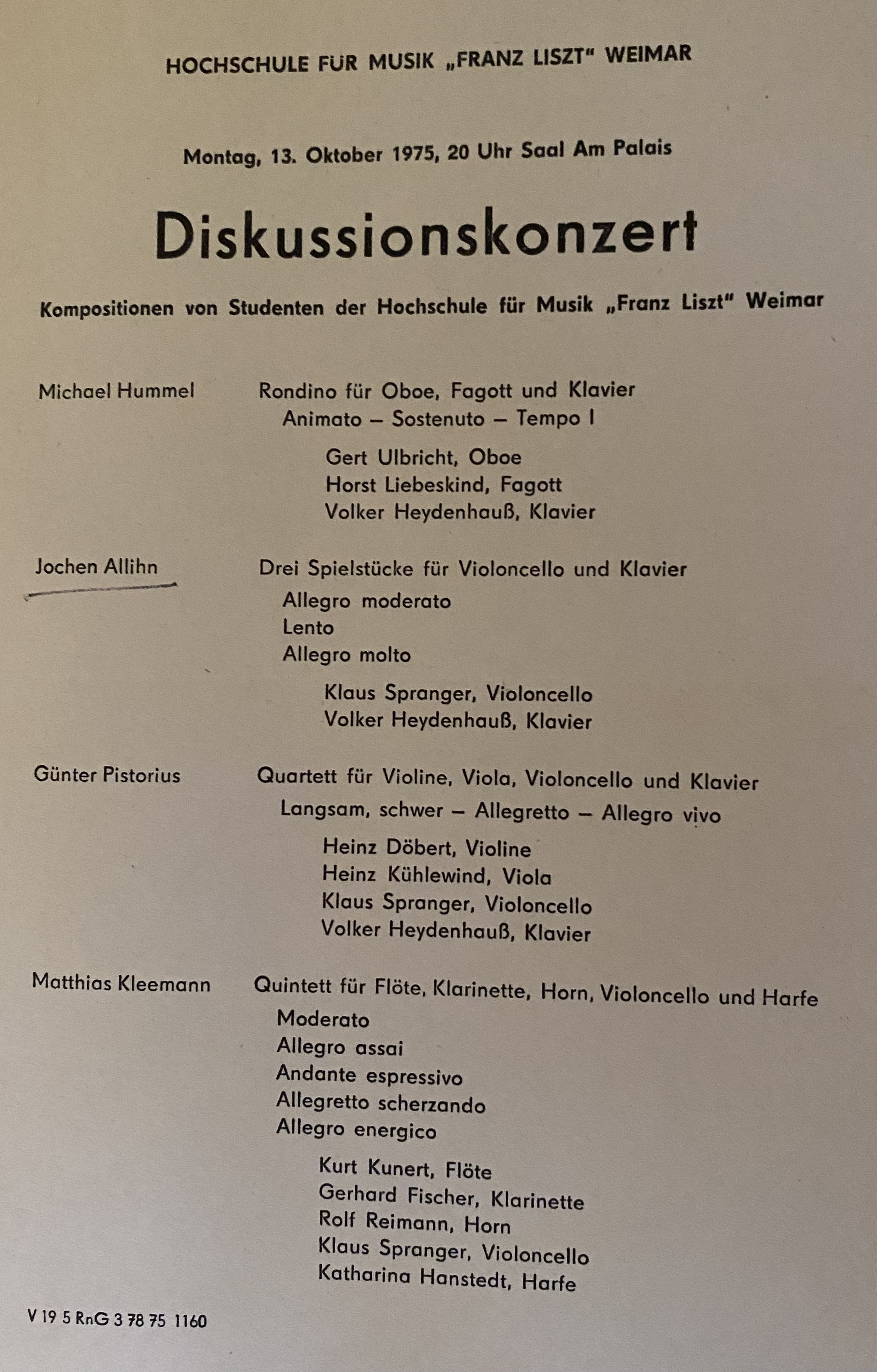
Aufführung der "Drei Spielstücke" 1975

- „Die verwandelte Katze“ nach Jacques Offenbach (1980)

### Diverses
- Drei Spielstücke für Cello und Klavier (1973; aufgeführt im Rahmen eines Diskussionskonzerts am 13. Oktober 1975 an der Hochschule für Musik „Franz Liszt“ Weimar)
- „Die Reise ins Winterland“, Märchenspiel in 4 Bildern von Hansjörg Schneider und Karl-Heinz Voigt (1962)
- Streichquartett, 1972

### Lieder
- „Wir singen mit Mutti“, Kinderlieder
- „Berlin, det is Herz mit Schnauze“
- „Immer gemütlich“
- „Up de Mol von Warmün“
- „Mademoiselle“